# Rintje van der Brug
Rintje van der Brug (Workum, 3 augustus 1884 - Gouda, 15 februari 1959) was een Nederlands politicus.
Van der Brug was een in Friesland geboren, maar in Gouda wonend PvdA-Tweede Kamerlid. Hij werd in november 1945 als vertegenwoordiger van de protestantse CDU benoemd in het nood-parlement en trad in 1946 toe tot de PvdA. Hij was eerder actief in de Christelijk-Sociale Partij. Van der Brug was vooral deskundig op het gebied van de volkshuisvesting.
- Biografisch Portaal: 25954211
- Parlement.com: vg09lkysncuf